# Senfølger af COVID-19
Senfølger af COVID-19 er kendt under flere navne bl.a. langvarig COVID, langvarig COVID-19, post-COVID-19-condition og post-COVID 19-syndrom (en: "Long Covid") 
Langvarig COVID er en sygdomstilstand, som 400 millioner personer har oplevet efter den akutte fase af infektion med SARS-CoV-2.
WHO definerer post-COVID-19-condition som symptomer, der ikke har anden forklaring, forekommende mere end tre måneder efter en SARS-CoV-2-infektion. 
Symptomerne kan være en lang række specifikke og uspecifikke fysiske symptomer, der kan omfatte flere organsystemer, så vel som kognitiv dysfunktion, psykiske problemer og kronisk træthed.
Forekomsten af langvarig COVID er blevet estimeret til 43% af COVID-19-patienterne, men resultater opnået i individuelle undersøgelser varierer betydeligt fra 5% til 81%.

## Symptomerne
De mest almindelige symptomer på langvarig COVID er træthed og hukommelsesproblemer. Mange andre symptomer er også blevet rapporteret, ekstrem træthed, hovedpine, åndenød (dyspnø), lugttab (anosmi), forvrængning af lugtesansen (parosmi), forvrængning eller tab af smagsansen (ageusia), muskelsvaghed, lav feber, kognitiv dysfunktion ('hjernetåge') og hårtab (alopesi).
Den 9. november 2020 sagde Dr. Anthony Fauci at "Mellem 25% og 35% af Covid-19-patienterne har langvarige symptomer som træthed, åndenød, muskelsmerter, søvnforstyrrelser og kognitiv dysfunktion".
Samlet set anses langvarig COVID for at være en udelukkelsesdiagnose.

## Baggrund
Efterhånden som tiden gik − fra de første rapporter om sygdommen i december 2019 gennem spredningen af COVID-19-pandemien ind i 2020 − begyndte det at blive klart, at COVID-19 for mange mennesker var blevet en langvarig sygdom. Det kunne både ses hos mennesker, der i begyndelsen blot havde en mild eller moderat infektion, og hos dem, der blev indlagt på hospitalet med mere alvorlig infektion.
Nogle tidlige undersøgelser antyder, at mellem 10 og 20 % af dem der får COVID-19 vil opleve symptomer, der varer længere end en måned. En tidlig analyse fra United Kingdom's National Institute for Health Research antyder, at vedvarende 'Long Covid'-symptomer kan skyldes fire syndromer:
- permanent skade på lunger og hjerte,
- postintensiv plejesyndrom (en: post-intensive care syndrome, PICS, følgetilstande af kritisk sygdom[note 2])
- postviralt trætheds- eller udmattelsessyndrom, (kronisk træthedssyndrom, 'myalgisk encephalopathi'[note 3])
- Symptomer på COVID-19 fortsætter.[8][14][15][16]

Et flertal (op til 80 %) af dem, der blev indlagt på hospital med svær sygdom, oplever langvarige problemer, herunder træthed og åndenød (dyspnø). Patienter med alvorlig indledende infektion, især dem der krævede mekanisk ventilation (respirator) for at hjælpe vejrtrækningen, vil sandsynligvis også lide af postintensiv syndrom efter bedring.
Sundhedssystemer i nogle lande eller jurisdiktioner er blevet mobiliseret til at håndtere denne gruppe patienter ved at oprette specialiserede klinikker og/eller stille rådgivning til rådighed for læger.

## Andre henvisninger
- Mange covid-19-ramte døjer længe med senvirkninger fra Fagbladetfoa.dk, 21. juli 2020 (Af Emil Foget der refererer Lars Østergaard fra Aarhus Universitetshospital.
- Stærkt fagligt fokus på senfølger efter COVID-19 fra Sst.dk, Sundhedsstyrelsen, 15. september 2020
- Living with COVID-19 review, UK National Institute for Health Research - Oktober 2020
- Long Covid Film om 'Long Covid' fra regeringen i Storbritannien (Youtube)
- Summary of COVID-19 Long Term Health Effects: Emerging evidence and Ongoing Investigation, University of Washington, september 2020
- "Post-hospitalisation COVID-19 study". (PHOSP-COVID). University of Leicester.{{cite web}}:  CS1-vedligeholdelse: url-status (link)